# Baramba (stato)
Lo Stato di Baramba fu uno stato principesco del subcontinente indiano, avente per capitale la città di Baramba.

## Storia
Secondo i racconti locali, lo stato di Baramba venne fondato nel 1305 quando le terre di due villaggi, Sonkha e Mohuri, vennero assegnate in feudo dall'allora imperatore del Gange orientale, Narasimha Deva II, al guerriero Hatakeshwar Raut, quale riconoscimento del valore dimostrato. L'ultimo regnante dello stato di Baramba siglò l'ingresso all'Unione Indiana il 1º gennaio 1948.

## Governanti
I governanti di Baramba avevano il titolo di raja.

### Raja
- Raja HATAKESHWAR RAWAT 1305-1327
- Raja MALLAKESHWAR RAWAT 1327-1345
- Raja DURGESWAR RAWAT 1345-1375
- Raja JAMBESWAR RAWAT 1375-1416
- Raja BHOLESWAR RAWAT 1416-1459
- Raja KANHU RAWAT 1459-1514
- Raja MADHAB RAWAT 1514-1537
- Raja NABIN RAWAT 1537-1560
- Raja BRAJADHARA RAWAT 1560-1584
- Raja CHANDRASHEKHAR MANGARAJ 1584-1617
- Raja NARAYAN CHANDA MANGARAJ 1617-1635
- Raja KRUSHNA CHANDA MANGARAJ 1635-1650
- Raja GOPINATH CHANDRA MANGARAJ 1650-1679
- Rawat BALBHADRA MANGRAJ 1679-1711
- Rawat FAKIR MANGRAJ 1711-1743
- Rawat BANADHAR MANGRAJ 1743-1748
- Rawat PADMANAVA BIRBAR MANGRAJ 1748-1793
- Rawat PINDIKA BIRBAR MANGRAJ MAHAPATRA 1793-1842
- Rawat GOPINATH BIRBAR MANGRAJ MAHAPATRA 1842-1869
- Raja DASRATHI BIRBAR MANGRAJ MAHAPATRA 1869-1881
- Raja BISHAMBHAR BIRBAR MANGRAJ MAHAPATRA 1881-1922
- Raja Sri NARAYAN CHANDRA BIRBAR MANGRAJ MAHAPATRA 1922-1948